# 汪小全
汪小全（1968年1月—），安徽旌德人，现任中国科学院植物研究所所长。

## 生平
1989年本科毕业于安徽师范大学，1997年于中国科学院植物研究所获博士学位并留所工作。曾任中国科学院植物研究所系统与进化植物学国家重点实验室主任。2015年7月，任中国科学院植物研究所副所长。2016年6月，任植物研究所副所长（主持工作）。2018年7月，任植物研究所所长。

## 学术贡献
主要从事植物进化生物学、生物地理学和分子生态学研究。主持国家重点研发计划项目、国家杰出青年科学基金项目、国家自然科学基金重点项目等十余项，在PNAS、Nat. Commun.、Cell Rep.等期刊发表论文100余篇。

## 学术兼职
中国植物学会副理事长兼秘书长，国家植物园副理事长，中华人民共和国濒危物种科学委员会委员，《Molecular Phylogenetics and Evolution》副主编。

## 奖励与荣誉
- 1997年，获中国科学院院长奖学金特别奖
- 1999年，获首届全国优秀博士论文奖[6]
- 2004年，获国家杰出青年科学基金资助
- 2009年，入选“新世纪百千万人才工程”国家级人选
- 2011年，获政府特殊津贴